# Tour de Thuringe féminin 2023
La 34e édition du Tour de Thuringe féminin (Lotto Thuringe Ladies Tour), a lieu du 23 au 28 mai 2023. La course fait partie du calendrier UCI féminin en catégorie 2.Pro. 
La formation SD Worx domine les débats en remportant toutes les étapes. Elle gagne tout d'abord le contre-la-montre par équipes. Lotte Kopecky s'empare de la tête du classement général. Le lendemain, Mischa Bredewold est extrêmement active et finit par s'isoler seule en tête à dix kilomètres de la fin. Elle devient la nouvelle leader. Barbara Guarischi gagne le sprint de la troisième étape. Sur la quatrième étape, Lonneke Uneken domine ses deux compagnons d'échappée. Le lendemain, malgré la montagne, Lorena Wiebes s'impose au sprint et prend la tête du classement général. Sur l'ultime étape, Lotte Kopecky sort seule et remporte ainsi aussi bien l'étape que la victoire générale. Elle y devance Mischa Bredewold et Lorena Wiebes. La SD Worx est donc logiquement la meilleure équipe. Kopecky gagne aussi le classement par points. Alice Palazzi est la meilleure grimpeuse et Neve Bradbury la meilleure jeune.

## Présentation

### Parcours
La contre-la-montre par équipes a une première partie en côte avant de descendre. L'étape de Gera monte deux fois l'Hanka-Berg, puis Otticha à vingt-huit kilomètres de la fin.  L'étape de Schmölln ne présente que peu de difficulté, tout comme celle de Gotha. La cinquième étape débute par une montée vers Oberhof lors de sept kilomètres. Trois ascensions plus faciles suivent durant l'étape. La dernière étape présente deux côtes.

### Équipes
| UCI Women's WorldTeams (5)- Canyon-SRAM Racing - Fenix-Deceuninck - Team Jayco AlUla - SD Worx - UAE Team ADQ Équipes féminines continentales (8)- AG Insurance - Soudal Quick-Step Team - Ara-Skip Capital - Arkéa Women - BridgeLane Women - Ceratizit-WNT Pro Cycling - Maxx-Solar Rose Women Racing - Parkhotel Valkenburg - Top Girls Fassa Bortolo Équipes nationales (2)- Allemagne - Pays-Bas Équipe féminines amateur (2)- One World - Team Stuttgart (Women) |
| |

## Étapes
| Étape     | Date   | Villes étapes               | type                         | Distance (km) | Vainqueur d'étape | Leader du classement général |
| --------- | ------ | --------------------------- | ---------------------------- | ------------- | ----------------- | ---------------------------- |
| 1re étape | 23 mai | Schleiz – Schleiz           | contre-la-montre par équipes | 9,1           | SD Worx           | Lotte Kopecky                |
| 2e étape  | 24 mai | Gera – Gera                 | étape vallonnée              | 153,5         | Mischa Bredewold  | Mischa Bredewold             |
| 3e étape  | 25 mai | Schmölln – Schmölln         | étape de plaine              | 94,6          | Barbara Guarischi | Mischa Bredewold             |
| 4e étape  | 26 mai | Gotha – Gotha               | étape de plaine              | 135,5         | Lonneke Uneken    | Mischa Bredewold             |
| 5e étape  | 27 mai | Schmalkalden – Schmalkalden | étape vallonnée              | 132,6         | Lorena Wiebes     | Lorena Wiebes                |
| 6e étape  | 28 mai | Mühlhausen – Mühlhausen     | étape vallonnée              | 126,2         | Lotte Kopecky     | Lotte Kopecky                |

## Déroulement de la course

### 1reétape
La formation SD Worx s'impose sur le contre-la-montre inaugural. Lotte Kopecky prend la tête du classement général.
| \| Classement de l'étape \| Classement de l'étape \| Classement de l'étape \| Classement de l'étape \| Classement de l'étape \| Classement de l'étape \| \| Équipe \| Équipe \| Pays \| Temps \| Écart de temps \| Vitesse moy. \| \| --------------------- \| ------------------------------------- \| --------------------- \| --------------------- \| --------------------- \| --------------------- \| \| 1re \| SD Worx \| Pays-Bas \| 13 min 08 s \| 0 s \| 41.574 km/h \| \| 2e \| Team Jayco AlUla \| Australie \| 13 min 15 s \| + 7 s \| 41.208 km/h \| \| 3e \| Canyon-SRAM Racing \| Allemagne \| 13 min 26 s \| + 18 s \| 40.645 km/h \| \| 4e \| Fenix-Deceuninck \| Belgique \| 13 min 28 s \| + 20 s \| 40.545 km/h \| \| 5e \| AG Insurance - Soudal Quick-Step Team \| Belgique \| 13 min 34 s \| + 26 s \| 40.246 km/h \| \| 6e \| Arkéa Women \| France \| 13 min 43 s \| + 35 s \| 39.806 km/h \| \| 7e \| Parkhotel Valkenburg \| Pays-Bas \| 13 min 47 s \| + 39 s \| 39.613 km/h \| \| 8e \| UAE Team ADQ \| Émirats arabes unis \| 13 min 48 s \| + 40 s \| 39.565 km/h \| \| 9e \| Allemagne \| Allemagne \| 13 min 48 s \| + 40 s \| 39.565 km/h \| \| 10e \| Ceratizit-WNT Pro Cycling \| Allemagne \| 13 min 52 s \| + 44 s \| 39.375 km/h \| |                                       |                     |             |                |              |
| |                                       |                     |             |                |              |
| |                                       |                     |             |                |              |
| Classement de l'étape |                                       |                     |             |                |              |
| Équipe | Équipe                                | Pays                | Temps       | Écart de temps | Vitesse moy. |
| 1re | SD Worx                               | Pays-Bas            | 13 min 08 s | 0 s            | 41.574 km/h  |
| 2e | Team Jayco AlUla                      | Australie           | 13 min 15 s | + 7 s          | 41.208 km/h  |
| 3e | Canyon-SRAM Racing                    | Allemagne           | 13 min 26 s | + 18 s         | 40.645 km/h  |
| 4e | Fenix-Deceuninck                      | Belgique            | 13 min 28 s | + 20 s         | 40.545 km/h  |
| 5e | AG Insurance - Soudal Quick-Step Team | Belgique            | 13 min 34 s | + 26 s         | 40.246 km/h  |
| 6e | Arkéa Women                           | France              | 13 min 43 s | + 35 s         | 39.806 km/h  |
| 7e | Parkhotel Valkenburg                  | Pays-Bas            | 13 min 47 s | + 39 s         | 39.613 km/h  |
| 8e | UAE Team ADQ                          | Émirats arabes unis | 13 min 48 s | + 40 s         | 39.565 km/h  |
| 9e | Allemagne                             | Allemagne           | 13 min 48 s | + 40 s         | 39.565 km/h  |
| 10e | Ceratizit-WNT Pro Cycling             | Allemagne           | 13 min 52 s | + 44 s         | 39.375 km/h  |

| \| Classement général \| Classement général \| Classement général \| Classement général \| Classement général \| \| Coureuse \| Coureuse \| Pays \| Équipe \| Temps \| \| ------------------ \| ----------------------- \| ------------------ \| ------------------ \| ------------------ \| \| 1re \| Lotte Kopecky \| Belgique \| SD Worx \| 13 min 08 s \| \| 2e \| Mischa Bredewold \| Pays-Bas \| SD Worx \| + 0 s \| \| 3e \| Lorena Wiebes \| Pays-Bas \| SD Worx \| + 0 s \| \| 4e \| Ruby Roseman-Gannon \| Australie \| Team Jayco AlUla \| + 7 s \| \| 5e \| Georgia Baker \| Australie \| Team Jayco AlUla \| + 7 s \| \| 6e \| Amber Pate \| Australie \| Team Jayco AlUla \| + 7 s \| \| 7e \| Antonia Niedermaier \| Allemagne \| Canyon-SRAM Racing \| + 18 s \| \| 8e \| Ricarda Bauernfeind \| Allemagne \| Canyon-SRAM Racing \| + 18 s \| \| 9e \| Neve Bradbury \| Australie \| Canyon-SRAM Racing \| + 18 s \| \| 10e \| Christina Schweinberger \| Autriche \| Fenix-Deceuninck \| + 20 s \| |                         |           |                    |             |
| |                         |           |                    |             |
| |                         |           |                    |             |
| Classement général |                         |           |                    |             |
| Coureuse | Coureuse                | Pays      | Équipe             | Temps       |
| 1re | Lotte Kopecky           | Belgique  | SD Worx            | 13 min 08 s |
| 2e | Mischa Bredewold        | Pays-Bas  | SD Worx            | + 0 s       |
| 3e | Lorena Wiebes           | Pays-Bas  | SD Worx            | + 0 s       |
| 4e | Ruby Roseman-Gannon     | Australie | Team Jayco AlUla   | + 7 s       |
| 5e | Georgia Baker           | Australie | Team Jayco AlUla   | + 7 s       |
| 6e | Amber Pate              | Australie | Team Jayco AlUla   | + 7 s       |
| 7e | Antonia Niedermaier     | Allemagne | Canyon-SRAM Racing | + 18 s      |
| 8e | Ricarda Bauernfeind     | Allemagne | Canyon-SRAM Racing | + 18 s      |
| 9e | Neve Bradbury           | Australie | Canyon-SRAM Racing | + 18 s      |
| 10e | Christina Schweinberger | Autriche  | Fenix-Deceuninck   | + 20 s      |

### 2eétape
La première côte permet à Alice Palazzi et Gina Ricardo de se détacher. À soixante-quinze kilomètres de l'arrivée, SD Worx accélère et provoque une scission dans le peloton. Quinty Schoens sort du peloton et revient sur le duo de tête. Un groupe de chasse avec Antonia Niedermaier, Elizabeth Holden et Mischa Bredewold se forme. Il est repris à soixante kilomètres de la ligne, avec Gina Ricardo qui a été distancée. Amandine Fouquenet et de nouveau Mischa Bredewold attaquent. À cinquante kilomètres de la fin, Schoens distance Palazzi. Elle a alors trois minutes d'avance. Une nouvelle poursuite se forme avec Bredewold, Alena Ivanchenko et Katharina Fox. Elles reviennent sur la tête à dix-sept kilomètres du but. Dans les dix derniers kilomètres, Bredewold part seule. Elle n'est plus reprise. Ce n'est pas le cas du trio restant. Barbara Guarischi règle le sprint du peloton.
| \| Classement de l'étape \| Classement de l'étape \| Classement de l'étape \| Classement de l'étape \| Classement de l'étape \| \| Coureuse \| Coureuse \| Pays \| Équipe \| Temps \| \| --------------------- \| --------------------- \| --------------------- \| ------------------------------ \| --------------------- \| \| 1re \| Mischa Bredewold \| Pays-Bas \| SD Worx \| 4 h 11 min 50 s \| \| 2e \| Barbara Guarischi \| Italie \| SD Worx \| + 13 s \| \| 3e \| Lorena Wiebes \| Pays-Bas \| SD Worx \| + 13 s \| \| 4e \| Marta Lach \| Pologne \| Ceratizit-WNT Pro Cycling \| + 13 s \| \| 5e \| Ruby Roseman-Gannon \| Australie \| Team Jayco AlUla \| + 13 s \| \| 6e \| Marta Bastianelli \| Italie \| UAE Team ADQ \| + 13 s \| \| 7e \| Cristina Tonetti \| Italie \| Top Girls Fassa Bortolo \| + 13 s \| \| 8e \| Marthe Goossens \| Belgique \| AG Insurance-Soudal Quick-Step \| + 13 s \| \| 9e \| Alice Maria Arzuffi \| Italie \| Ceratizit-WNT Pro Cycling \| + 13 s \| \| 10e \| Linda Riedmann \| Allemagne \| Allemagne \| + 13 s \| |                     |           |                                |                 |
| |                     |           |                                |                 |
| |                     |           |                                |                 |
| Classement de l'étape |                     |           |                                |                 |
| Coureuse | Coureuse            | Pays      | Équipe                         | Temps           |
| 1re | Mischa Bredewold    | Pays-Bas  | SD Worx                        | 4 h 11 min 50 s |
| 2e | Barbara Guarischi   | Italie    | SD Worx                        | + 13 s          |
| 3e | Lorena Wiebes       | Pays-Bas  | SD Worx                        | + 13 s          |
| 4e | Marta Lach          | Pologne   | Ceratizit-WNT Pro Cycling      | + 13 s          |
| 5e | Ruby Roseman-Gannon | Australie | Team Jayco AlUla               | + 13 s          |
| 6e | Marta Bastianelli   | Italie    | UAE Team ADQ                   | + 13 s          |
| 7e | Cristina Tonetti    | Italie    | Top Girls Fassa Bortolo        | + 13 s          |
| 8e | Marthe Goossens     | Belgique  | AG Insurance-Soudal Quick-Step | + 13 s          |
| 9e | Alice Maria Arzuffi | Italie    | Ceratizit-WNT Pro Cycling      | + 13 s          |
| 10e | Linda Riedmann      | Allemagne | Allemagne                      | + 13 s          |

| \| Classement général \| Classement général \| Classement général \| Classement général \| Classement général \| \| Coureuse \| Coureuse \| Pays \| Équipe \| Temps \| \| ------------------ \| -------------------------- \| ------------------ \| ---------------------------- \| ------------------ \| \| 1re \| Mischa Bredewold \| Pays-Bas \| SD Worx \| 4 h 24 min 45 s \| \| 2e \| Lorena Wiebes \| Pays-Bas \| SD Worx \| + 22 s \| \| 3e \| Lotte Kopecky \| Belgique \| SD Worx \| + 25 s \| \| 4e \| Ruby Roseman-Gannon \| Australie \| Team Jayco AlUla \| + 32 s \| \| 5e \| Ricarda Bauernfeind \| Allemagne \| Canyon-SRAM Racing \| + 44 s \| \| 6e \| Neve Bradbury \| Australie \| Canyon-SRAM Racing \| + 44 s \| \| 7e \| Antonia Niedermaier \| Allemagne \| Canyon-SRAM Racing \| + 44 s \| \| 8e \| Christina Schweinberger \| Autriche \| Fenix-Deceuninck \| + 46 s \| \| 9e \| Ceylin del Carmen Alvarado \| Pays-Bas \| Fenix-Deceuninck \| + 46 s \| \| 10e \| Aniek van Alphen \| Pays-Bas \| Fenix-Deceuninck Continental \| + 46 s \| |                            |           |                              |                 |
| |                            |           |                              |                 |
| |                            |           |                              |                 |
| Classement général |                            |           |                              |                 |
| Coureuse | Coureuse                   | Pays      | Équipe                       | Temps           |
| 1re | Mischa Bredewold           | Pays-Bas  | SD Worx                      | 4 h 24 min 45 s |
| 2e | Lorena Wiebes              | Pays-Bas  | SD Worx                      | + 22 s          |
| 3e | Lotte Kopecky              | Belgique  | SD Worx                      | + 25 s          |
| 4e | Ruby Roseman-Gannon        | Australie | Team Jayco AlUla             | + 32 s          |
| 5e | Ricarda Bauernfeind        | Allemagne | Canyon-SRAM Racing           | + 44 s          |
| 6e | Neve Bradbury              | Australie | Canyon-SRAM Racing           | + 44 s          |
| 7e | Antonia Niedermaier        | Allemagne | Canyon-SRAM Racing           | + 44 s          |
| 8e | Christina Schweinberger    | Autriche  | Fenix-Deceuninck             | + 46 s          |
| 9e | Ceylin del Carmen Alvarado | Pays-Bas  | Fenix-Deceuninck             | + 46 s          |
| 10e | Aniek van Alphen           | Pays-Bas  | Fenix-Deceuninck Continental | + 46 s          |

### 3eétape
Femke Gerritse est la première véritable échappée, mais elle ne reste en tête que quelques kilomètres. À trente-six kilomètres de la fin, Sandra Alonso sort seule. Elle est reprise dans les tout derniers kilomètres. Barbara Guarischi remporte le sprint devant sa coéquipière Lorena Wiebes.
| \| Classement de l'étape \| Classement de l'étape \| Classement de l'étape \| Classement de l'étape \| Classement de l'étape \| \| Coureuse \| Coureuse \| Pays \| Équipe \| Temps \| \| --------------------- \| ----------------------- \| --------------------- \| ------------------------------ \| --------------------- \| \| 1re \| Barbara Guarischi \| Italie \| SD Worx \| 2 h 23 min 56 s \| \| 2e \| Lorena Wiebes \| Pays-Bas \| SD Worx \| + 0 s \| \| 3e \| Sandra Alonso \| Espagne \| Ceratizit-WNT Pro Cycling \| + 0 s \| \| 4e \| Ruby Roseman-Gannon \| Australie \| Team Jayco AlUla \| + 0 s \| \| 5e \| Margot Vanpachtenbeke \| Belgique \| Parkhotel Valkenburg \| + 0 s \| \| 6e \| Marta Bastianelli \| Italie \| UAE Team ADQ \| + 0 s \| \| 7e \| Christina Schweinberger \| Autriche \| Fenix-Deceuninck \| + 0 s \| \| 8e \| Linda Riedmann \| Allemagne \| Allemagne \| + 0 s \| \| 9e \| Romy Kasper \| Allemagne \| AG Insurance-Soudal Quick-Step \| + 0 s \| \| 10e \| Lotte Kopecky \| Belgique \| SD Worx \| + 0 s \| |                         |           |                                |                 |
| |                         |           |                                |                 |
| |                         |           |                                |                 |
| Classement de l'étape |                         |           |                                |                 |
| Coureuse | Coureuse                | Pays      | Équipe                         | Temps           |
| 1re | Barbara Guarischi       | Italie    | SD Worx                        | 2 h 23 min 56 s |
| 2e | Lorena Wiebes           | Pays-Bas  | SD Worx                        | + 0 s           |
| 3e | Sandra Alonso           | Espagne   | Ceratizit-WNT Pro Cycling      | + 0 s           |
| 4e | Ruby Roseman-Gannon     | Australie | Team Jayco AlUla               | + 0 s           |
| 5e | Margot Vanpachtenbeke   | Belgique  | Parkhotel Valkenburg           | + 0 s           |
| 6e | Marta Bastianelli       | Italie    | UAE Team ADQ                   | + 0 s           |
| 7e | Christina Schweinberger | Autriche  | Fenix-Deceuninck               | + 0 s           |
| 8e | Linda Riedmann          | Allemagne | Allemagne                      | + 0 s           |
| 9e | Romy Kasper             | Allemagne | AG Insurance-Soudal Quick-Step | + 0 s           |
| 10e | Lotte Kopecky           | Belgique  | SD Worx                        | + 0 s           |

| \| Classement général \| Classement général \| Classement général \| Classement général \| Classement général \| \| Coureuse \| Coureuse \| Pays \| Équipe \| Temps \| \| ------------------ \| -------------------------- \| ------------------ \| ------------------------------ \| ------------------ \| \| 1re \| Mischa Bredewold \| Pays-Bas \| SD Worx \| 6 h 48 min 44 s \| \| 2e \| Lorena Wiebes \| Pays-Bas \| SD Worx \| + 11 s \| \| 3e \| Lotte Kopecky \| Belgique \| SD Worx \| + 14 s \| \| 4e \| Ruby Roseman-Gannon \| Australie \| Team Jayco AlUla \| + 28 s \| \| 5e \| Christina Schweinberger \| Autriche \| Fenix-Deceuninck \| + 43 s \| \| 6e \| Neve Bradbury \| Australie \| Canyon-SRAM Racing \| + 46 s \| \| 7e \| Ceylin del Carmen Alvarado \| Pays-Bas \| Fenix-Deceuninck \| + 48 s \| \| 8e \| Aniek van Alphen \| Pays-Bas \| Fenix-Deceuninck Continental \| + 48 s \| \| 9e \| Laura Süßemilch \| Allemagne \| Fenix-Deceuninck Continental \| + 48 s \| \| 10e \| Marthe Goossens \| Belgique \| AG Insurance-Soudal Quick-Step \| + 49 s \| |                            |           |                                |                 |
| |                            |           |                                |                 |
| |                            |           |                                |                 |
| Classement général |                            |           |                                |                 |
| Coureuse | Coureuse                   | Pays      | Équipe                         | Temps           |
| 1re | Mischa Bredewold           | Pays-Bas  | SD Worx                        | 6 h 48 min 44 s |
| 2e | Lorena Wiebes              | Pays-Bas  | SD Worx                        | + 11 s          |
| 3e | Lotte Kopecky              | Belgique  | SD Worx                        | + 14 s          |
| 4e | Ruby Roseman-Gannon        | Australie | Team Jayco AlUla               | + 28 s          |
| 5e | Christina Schweinberger    | Autriche  | Fenix-Deceuninck               | + 43 s          |
| 6e | Neve Bradbury              | Australie | Canyon-SRAM Racing             | + 46 s          |
| 7e | Ceylin del Carmen Alvarado | Pays-Bas  | Fenix-Deceuninck               | + 48 s          |
| 8e | Aniek van Alphen           | Pays-Bas  | Fenix-Deceuninck Continental   | + 48 s          |
| 9e | Laura Süßemilch            | Allemagne | Fenix-Deceuninck Continental   | + 48 s          |
| 10e | Marthe Goossens            | Belgique  | AG Insurance-Soudal Quick-Step | + 49 s          |

### 4eétape
Rachael Wales et Maaike Coljé sont les premières échappées. Elles sont reprises à mi-course. Coljé sort de nouveau à quarante-et-un kilomètres de l'arrivée. Le peloton la reprend dix kilomètres plus loin. Aux vingt-cinq kilomètres, Lonneke Uneken, Marta Lach et Christina Schweinberger passent à l'offensive. Elles ont quarante secondes d'avance. À onze kilomètres de la ligne, Elizabeth Holden tente de faire la jonction, mais sans succès. Le trio se dispute la victoire et Uneken se montre la plus rapide. Lotte Kopecky est en tête de peloton quelques secondes plus tard.
| \| Classement de l'étape \| Classement de l'étape \| Classement de l'étape \| Classement de l'étape \| Classement de l'étape \| \| Coureuse \| Coureuse \| Pays \| Équipe \| Temps \| \| --------------------- \| -------------------------- \| --------------------- \| ------------------------- \| --------------------- \| \| 1re \| Lonneke Uneken \| Pays-Bas \| SD Worx \| 3 h 23 min 50 s \| \| 2e \| Marta Lach \| Pologne \| Ceratizit-WNT Pro Cycling \| + 0 s \| \| 3e \| Christina Schweinberger \| Autriche \| Fenix-Deceuninck \| + 7 s \| \| 4e \| Lotte Kopecky \| Belgique \| SD Worx \| + 19 s \| \| 5e \| Lorena Wiebes \| Pays-Bas \| SD Worx \| + 19 s \| \| 6e \| Ruby Roseman-Gannon \| Australie \| Team Jayco AlUla \| + 19 s \| \| 7e \| Linda Riedmann \| Allemagne \| Allemagne \| + 21 s \| \| 8e \| Marta Bastianelli \| Italie \| UAE Team ADQ \| + 21 s \| \| 9e \| Sophie Edwards \| Australie \| Ara-Skip Capital \| + 21 s \| \| 10e \| Ceylin del Carmen Alvarado \| Pays-Bas \| Fenix-Deceuninck \| + 21 s \| |                            |           |                           |                 |
| |                            |           |                           |                 |
| |                            |           |                           |                 |
| Classement de l'étape |                            |           |                           |                 |
| Coureuse | Coureuse                   | Pays      | Équipe                    | Temps           |
| 1re | Lonneke Uneken             | Pays-Bas  | SD Worx                   | 3 h 23 min 50 s |
| 2e | Marta Lach                 | Pologne   | Ceratizit-WNT Pro Cycling | + 0 s           |
| 3e | Christina Schweinberger    | Autriche  | Fenix-Deceuninck          | + 7 s           |
| 4e | Lotte Kopecky              | Belgique  | SD Worx                   | + 19 s          |
| 5e | Lorena Wiebes              | Pays-Bas  | SD Worx                   | + 19 s          |
| 6e | Ruby Roseman-Gannon        | Australie | Team Jayco AlUla          | + 19 s          |
| 7e | Linda Riedmann             | Allemagne | Allemagne                 | + 21 s          |
| 8e | Marta Bastianelli          | Italie    | UAE Team ADQ              | + 21 s          |
| 9e | Sophie Edwards             | Australie | Ara-Skip Capital          | + 21 s          |
| 10e | Ceylin del Carmen Alvarado | Pays-Bas  | Fenix-Deceuninck          | + 21 s          |

| \| Classement général \| Classement général \| Classement général \| Classement général \| Classement général \| \| Coureuse \| Coureuse \| Pays \| Équipe \| Temps \| \| ------------------ \| -------------------------- \| ------------------ \| ------------------------------ \| ------------------ \| \| 1re \| Mischa Bredewold \| Pays-Bas \| SD Worx \| 10 h 12 min 54 s \| \| 2e \| Lorena Wiebes \| Pays-Bas \| SD Worx \| + 10 s \| \| 3e \| Lotte Kopecky \| Belgique \| SD Worx \| + 10 s \| \| 4e \| Christina Schweinberger \| Autriche \| Fenix-Deceuninck \| + 24 s \| \| 5e \| Ruby Roseman-Gannon \| Australie \| Team Jayco AlUla \| + 26 s \| \| 6e \| Marta Lach \| Pologne \| Ceratizit-WNT Pro Cycling \| + 41 s \| \| 7e \| Neve Bradbury \| Australie \| Canyon-SRAM Racing \| + 47 s \| \| 8e \| Ceylin del Carmen Alvarado \| Pays-Bas \| Fenix-Deceuninck \| + 49 s \| \| 9e \| Aniek van Alphen \| Pays-Bas \| Fenix-Deceuninck Continental \| + 49 s \| \| 10e \| Romy Kasper \| Allemagne \| AG Insurance-Soudal Quick-Step \| + 50 s \| |                            |           |                                |                  |
| |                            |           |                                |                  |
| |                            |           |                                |                  |
| Classement général |                            |           |                                |                  |
| Coureuse | Coureuse                   | Pays      | Équipe                         | Temps            |
| 1re | Mischa Bredewold           | Pays-Bas  | SD Worx                        | 10 h 12 min 54 s |
| 2e | Lorena Wiebes              | Pays-Bas  | SD Worx                        | + 10 s           |
| 3e | Lotte Kopecky              | Belgique  | SD Worx                        | + 10 s           |
| 4e | Christina Schweinberger    | Autriche  | Fenix-Deceuninck               | + 24 s           |
| 5e | Ruby Roseman-Gannon        | Australie | Team Jayco AlUla               | + 26 s           |
| 6e | Marta Lach                 | Pologne   | Ceratizit-WNT Pro Cycling      | + 41 s           |
| 7e | Neve Bradbury              | Australie | Canyon-SRAM Racing             | + 47 s           |
| 8e | Ceylin del Carmen Alvarado | Pays-Bas  | Fenix-Deceuninck               | + 49 s           |
| 9e | Aniek van Alphen           | Pays-Bas  | Fenix-Deceuninck Continental   | + 49 s           |
| 10e | Romy Kasper                | Allemagne | AG Insurance-Soudal Quick-Step | + 50 s           |

### 5eétape
Dans la montée vers Oberhof, Diane Ingabire, Margot Vanpachtenbeke et Marla Sigmund forment un groupe de tête. Alice Palazzi puis Neve Bradbury tentent également de sortir. Un regroupement général a lieu à cent-dix kilomètres de l'arrivée. À cinquante-huit kilomètres de la ligne, Laura Molenaar et Franziska Brauße sortent. Cette échappée est éphémère. Clara Emond est la suivante à sortir, imitée ensuite tour à tour par Linda Zanetti, Katharina Fox, Lotte Kopecky et Rosita Reijnhout. Sandra Alonso gagne quelques secondes d'avance, mais cela ne suffit pas. Tout comme pour Maud Oudeman. L'étape se conclut au sprint avec une victoire de Lorena Wiebes qui devient la nouvelle leader de l'épreuve.
| \| Classement de l'étape \| Classement de l'étape \| Classement de l'étape \| Classement de l'étape \| Classement de l'étape \| \| Coureuse \| Coureuse \| Pays \| Équipe \| Temps \| \| --------------------- \| ----------------------- \| --------------------- \| ------------------------------ \| --------------------- \| \| 1re \| Lorena Wiebes \| Pays-Bas \| SD Worx \| 3 h 29 min 30 s \| \| 2e \| Marta Bastianelli \| Italie \| UAE Team ADQ \| + 0 s \| \| 3e \| Marta Lach \| Pologne \| Ceratizit-WNT Pro Cycling \| + 0 s \| \| 4e \| Ruby Roseman-Gannon \| Australie \| Team Jayco AlUla \| + 0 s \| \| 5e \| Marthe Goossens \| Belgique \| AG Insurance-Soudal Quick-Step \| + 0 s \| \| 6e \| Romy Kasper \| Allemagne \| AG Insurance-Soudal Quick-Step \| + 0 s \| \| 7e \| Julie De Wilde \| Belgique \| Fenix-Deceuninck \| + 0 s \| \| 8e \| Lotte Kopecky \| Belgique \| SD Worx \| + 0 s \| \| 9e \| Alice Maria Arzuffi \| Italie \| Ceratizit-WNT Pro Cycling \| + 0 s \| \| 10e \| Christina Schweinberger \| Autriche \| Fenix-Deceuninck \| + 0 s \| |                         |           |                                |                 |
| |                         |           |                                |                 |
| |                         |           |                                |                 |
| Classement de l'étape |                         |           |                                |                 |
| Coureuse | Coureuse                | Pays      | Équipe                         | Temps           |
| 1re | Lorena Wiebes           | Pays-Bas  | SD Worx                        | 3 h 29 min 30 s |
| 2e | Marta Bastianelli       | Italie    | UAE Team ADQ                   | + 0 s           |
| 3e | Marta Lach              | Pologne   | Ceratizit-WNT Pro Cycling      | + 0 s           |
| 4e | Ruby Roseman-Gannon     | Australie | Team Jayco AlUla               | + 0 s           |
| 5e | Marthe Goossens         | Belgique  | AG Insurance-Soudal Quick-Step | + 0 s           |
| 6e | Romy Kasper             | Allemagne | AG Insurance-Soudal Quick-Step | + 0 s           |
| 7e | Julie De Wilde          | Belgique  | Fenix-Deceuninck               | + 0 s           |
| 8e | Lotte Kopecky           | Belgique  | SD Worx                        | + 0 s           |
| 9e | Alice Maria Arzuffi     | Italie    | Ceratizit-WNT Pro Cycling      | + 0 s           |
| 10e | Christina Schweinberger | Autriche  | Fenix-Deceuninck               | + 0 s           |

| \| Classement général \| Classement général \| Classement général \| Classement général \| Classement général \| \| Coureuse \| Coureuse \| Pays \| Équipe \| Temps \| \| ------------------ \| -------------------------- \| ------------------ \| ------------------------------ \| ------------------ \| \| 1re \| Lorena Wiebes \| Pays-Bas \| SD Worx \| 13 h 42 min 24 s \| \| 2e \| Mischa Bredewold \| Pays-Bas \| SD Worx \| + 0 s \| \| 3e \| Lotte Kopecky \| Belgique \| SD Worx \| + 4 s \| \| 4e \| Ruby Roseman-Gannon \| Australie \| Team Jayco AlUla \| + 23 s \| \| 5e \| Christina Schweinberger \| Autriche \| Fenix-Deceuninck \| + 24 s \| \| 6e \| Marta Lach \| Pologne \| Ceratizit-WNT Pro Cycling \| + 36 s \| \| 7e \| Neve Bradbury \| Australie \| Canyon-SRAM Racing \| + 47 s \| \| 8e \| Ceylin del Carmen Alvarado \| Pays-Bas \| Fenix-Deceuninck \| + 49 s \| \| 9e \| Aniek van Alphen \| Pays-Bas \| Fenix-Deceuninck Continental \| + 49 s \| \| 10e \| Romy Kasper \| Allemagne \| AG Insurance-Soudal Quick-Step \| + 50 s \| |                            |           |                                |                  |
| |                            |           |                                |                  |
| |                            |           |                                |                  |
| Classement général |                            |           |                                |                  |
| Coureuse | Coureuse                   | Pays      | Équipe                         | Temps            |
| 1re | Lorena Wiebes              | Pays-Bas  | SD Worx                        | 13 h 42 min 24 s |
| 2e | Mischa Bredewold           | Pays-Bas  | SD Worx                        | + 0 s            |
| 3e | Lotte Kopecky              | Belgique  | SD Worx                        | + 4 s            |
| 4e | Ruby Roseman-Gannon        | Australie | Team Jayco AlUla               | + 23 s           |
| 5e | Christina Schweinberger    | Autriche  | Fenix-Deceuninck               | + 24 s           |
| 6e | Marta Lach                 | Pologne   | Ceratizit-WNT Pro Cycling      | + 36 s           |
| 7e | Neve Bradbury              | Australie | Canyon-SRAM Racing             | + 47 s           |
| 8e | Ceylin del Carmen Alvarado | Pays-Bas  | Fenix-Deceuninck               | + 49 s           |
| 9e | Aniek van Alphen           | Pays-Bas  | Fenix-Deceuninck Continental   | + 49 s           |
| 10e | Romy Kasper                | Allemagne | AG Insurance-Soudal Quick-Step | + 50 s           |

### 6eétape
La première échappée est constituée de : Mieke Kröger, Lieke Nooijen, Amandine Fouquenet et Fabienne Jahrig. Cette dernière est distancée à soixante-quatre kilomètres du but. Différentes coureuses sortent du peloton, mais celui-ci est maintenu sous contrôle par la SD Worx. Lotte Kopecky sort seule et n'est plus reprise. Elle s'impose avec trente-deux secondes d'avance et gagne ainsi le classement général.
| \| Classement de l'étape \| Classement de l'étape \| Classement de l'étape \| Classement de l'étape \| Classement de l'étape \| \| Coureuse \| Coureuse \| Pays \| Équipe \| Temps \| \| --------------------- \| --------------------- \| --------------------- \| ------------------------------ \| --------------------- \| \| 1re \| Lotte Kopecky \| Belgique \| SD Worx \| 3 h 19 min 20 s \| \| 2e \| Lorena Wiebes \| Pays-Bas \| SD Worx \| + 32 s \| \| 3e \| Ruby Roseman-Gannon \| Australie \| Team Jayco AlUla \| + 32 s \| \| 4e \| Sophie Edwards \| Australie \| Ara-Skip Capital \| + 32 s \| \| 5e \| Marta Lach \| Pologne \| Ceratizit-WNT Pro Cycling \| + 32 s \| \| 6e \| Marthe Goossens \| Belgique \| AG Insurance-Soudal Quick-Step \| + 32 s \| \| 7e \| Margot Vanpachtenbeke \| Belgique \| Parkhotel Valkenburg \| + 32 s \| \| 8e \| Marta Bastianelli \| Italie \| UAE Team ADQ \| + 32 s \| \| 9e \| Cristina Tonetti \| Italie \| Top Girls Fassa Bortolo \| + 32 s \| \| 10e \| Quinty Schoens \| Pays-Bas \| Parkhotel Valkenburg \| + 32 s \| |                       |           |                                |                 |
| |                       |           |                                |                 |
| |                       |           |                                |                 |
| Classement de l'étape |                       |           |                                |                 |
| Coureuse | Coureuse              | Pays      | Équipe                         | Temps           |
| 1re | Lotte Kopecky         | Belgique  | SD Worx                        | 3 h 19 min 20 s |
| 2e | Lorena Wiebes         | Pays-Bas  | SD Worx                        | + 32 s          |
| 3e | Ruby Roseman-Gannon   | Australie | Team Jayco AlUla               | + 32 s          |
| 4e | Sophie Edwards        | Australie | Ara-Skip Capital               | + 32 s          |
| 5e | Marta Lach            | Pologne   | Ceratizit-WNT Pro Cycling      | + 32 s          |
| 6e | Marthe Goossens       | Belgique  | AG Insurance-Soudal Quick-Step | + 32 s          |
| 7e | Margot Vanpachtenbeke | Belgique  | Parkhotel Valkenburg           | + 32 s          |
| 8e | Marta Bastianelli     | Italie    | UAE Team ADQ                   | + 32 s          |
| 9e | Cristina Tonetti      | Italie    | Top Girls Fassa Bortolo        | + 32 s          |
| 10e | Quinty Schoens        | Pays-Bas  | Parkhotel Valkenburg           | + 32 s          |

## Classements finals

### Classement général final
| \| Classement général \| Classement général \| Classement général \| Classement général \| Classement général \| \| Coureuse \| Coureuse \| Pays \| Équipe \| Temps \| \| ------------------ \| -------------------------- \| ------------------ \| ------------------------------ \| ------------------ \| \| 1re \| Lotte Kopecky \| Belgique \| SD Worx \| 17 h 01 min 32 s \| \| 2e \| Lorena Wiebes \| Pays-Bas \| SD Worx \| + 38 s \| \| 3e \| Mischa Bredewold \| Pays-Bas \| SD Worx \| + 44 s \| \| 4e \| Ruby Roseman-Gannon \| Australie \| Team Jayco AlUla \| + 59 s \| \| 5e \| Christina Schweinberger \| Autriche \| Fenix-Deceuninck \| + 1 min 06 s \| \| 6e \| Marta Lach \| Pologne \| Ceratizit-WNT Pro Cycling \| + 1 min 20 s \| \| 7e \| Neve Bradbury \| Australie \| Canyon-SRAM Racing \| + 1 min 31 s \| \| 8e \| Ceylin del Carmen Alvarado \| Pays-Bas \| Fenix-Deceuninck \| + 1 min 33 s \| \| 9e \| Aniek van Alphen \| Pays-Bas \| Fenix-Deceuninck Continental \| + 1 min 33 s \| \| 10e \| Romy Kasper \| Allemagne \| AG Insurance-Soudal Quick-Step \| + 1 min 34 s \| |                            |           |                                |                  |
| |                            |           |                                |                  |
| |                            |           |                                |                  |
| Classement général |                            |           |                                |                  |
| Coureuse | Coureuse                   | Pays      | Équipe                         | Temps            |
| 1re | Lotte Kopecky              | Belgique  | SD Worx                        | 17 h 01 min 32 s |
| 2e | Lorena Wiebes              | Pays-Bas  | SD Worx                        | + 38 s           |
| 3e | Mischa Bredewold           | Pays-Bas  | SD Worx                        | + 44 s           |
| 4e | Ruby Roseman-Gannon        | Australie | Team Jayco AlUla               | + 59 s           |
| 5e | Christina Schweinberger    | Autriche  | Fenix-Deceuninck               | + 1 min 06 s     |
| 6e | Marta Lach                 | Pologne   | Ceratizit-WNT Pro Cycling      | + 1 min 20 s     |
| 7e | Neve Bradbury              | Australie | Canyon-SRAM Racing             | + 1 min 31 s     |
| 8e | Ceylin del Carmen Alvarado | Pays-Bas  | Fenix-Deceuninck               | + 1 min 33 s     |
| 9e | Aniek van Alphen           | Pays-Bas  | Fenix-Deceuninck Continental   | + 1 min 33 s     |
| 10e | Romy Kasper                | Allemagne | AG Insurance-Soudal Quick-Step | + 1 min 34 s     |

### Points UCI
| Position           | 1er | 2e  | 3e  | 4e  | 5e | 6e | 7e | 8e | 9e | 10e | 11e | 12e | 13e | 14e | 15e | 16e à 25e | 26e à 30e |
| Classement général | 200 | 150 | 125 | 100 | 85 | 70 | 60 | 50 | 40 | 35  | 30  | 25  | 20  | 15  | 10  | 5         | 3         |
| Par étape          | 25  | 20  | 15  | 12  | 10 | 8  | 6  | 4  |    |     |     |     |     |     |     |           |           |
| Leader, par étape  | 5   |     |     |     |    |    |    |    |    |     |     |     |     |     |     |           |           |

### Classements annexes
| Classement par points | Classement par points   | Classement par points | Classement par points     | Classement par points |
| Coureuse              | Coureuse                | Pays                  | Équipe                    | Points                |
| --------------------- | ----------------------- | --------------------- | ------------------------- | --------------------- |
| 1re                   | Lotte Kopecky           | Belgique              | SD Worx                   | 31 pts                |
| 2e                    | Lorena Wiebes           | Pays-Bas              | SD Worx                   | 19 pts                |
| 3e                    | Ruby Roseman-Gannon     | Australie             | Team Jayco AlUla          | 18 pts                |
| 4e                    | Marta Lach              | Pologne               | Ceratizit-WNT Pro Cycling | 16 pts                |
| 5e                    | Mischa Bredewold        | Pays-Bas              | SD Worx                   | 11 pts                |
| 6e                    | Christina Schweinberger | Autriche              | Fenix-Deceuninck          | 7 pts                 |
| 7e                    | Sandra Alonso           | Espagne               | Ceratizit-WNT Pro Cycling | 6 pts                 |
| 8e                    | Marta Bastianelli       | Italie                | UAE Team ADQ              | 4 pts                 |
| 9e                    | Alice Palazzi           | Italie                | Top Girls Fassa Bortolo   | 4 pts                 |
| 10e                   | Maaike Coljé            | Pays-Bas              | Arkéa Pro Cycling Team    | 3 pts                 |

| Classement par points | Classement par points   | Classement par points | Classement par points     | Classement par points |
| Coureuse              | Coureuse                | Pays                  | Équipe                    | Points                |
| --------------------- | ----------------------- | --------------------- | ------------------------- | --------------------- |
| 1re                   | Lotte Kopecky           | Belgique              | SD Worx                   | 31 pts                |
| 2e                    | Lorena Wiebes           | Pays-Bas              | SD Worx                   | 19 pts                |
| 3e                    | Ruby Roseman-Gannon     | Australie             | Team Jayco AlUla          | 18 pts                |
| 4e                    | Marta Lach              | Pologne               | Ceratizit-WNT Pro Cycling | 16 pts                |
| 5e                    | Mischa Bredewold        | Pays-Bas              | SD Worx                   | 11 pts                |
| 6e                    | Christina Schweinberger | Autriche              | Fenix-Deceuninck          | 7 pts                 |
| 7e                    | Sandra Alonso           | Espagne               | Ceratizit-WNT Pro Cycling | 6 pts                 |
| 8e                    | Marta Bastianelli       | Italie                | UAE Team ADQ              | 4 pts                 |
| 9e                    | Alice Palazzi           | Italie                | Top Girls Fassa Bortolo   | 4 pts                 |
| 10e                   | Maaike Coljé            | Pays-Bas              | Arkéa Pro Cycling Team    | 3 pts                 |

| Classement de la montagne | Classement de la montagne | Classement de la montagne | Classement de la montagne | Classement de la montagne |
| Coureuse                  | Coureuse                  | Pays                      | Équipe                    | Points                    |
| ------------------------- | ------------------------- | ------------------------- | ------------------------- | ------------------------- |
| 1re                       | Alice Palazzi             | Italie                    | Top Girls Fassa Bortolo   | 26 pts                    |
| 2e                        | Alena Ivanchenko          | Russie                    | UAE Team ADQ              | 13 pts                    |
| 3e                        | Mischa Bredewold          | Pays-Bas                  | SD Worx                   | 9 pts                     |
| 4e                        | Maaike Coljé              | Pays-Bas                  | Arkéa Pro Cycling Team    | 7 pts                     |
| 5e                        | Quinty Schoens            | Pays-Bas                  | Parkhotel Valkenburg      | 5 pts                     |
| 6e                        | Lotte Kopecky             | Belgique                  | SD Worx                   | 4 pts                     |
| 7e                        | Sandra Alonso             | Espagne                   | Ceratizit-WNT Pro Cycling | 3 pts                     |
| 8e                        | Lorena Wiebes             | Pays-Bas                  | SD Worx                   | 3 pts                     |
| 9e                        | Rosita Reijnhout          | Pays-Bas                  | Pays-Bas                  | 3 pts                     |
| 10e                       | Rachael Wales             | Australie                 | Ara-Skip Capital          | 3 pts                     |

| Classement de la montagne | Classement de la montagne | Classement de la montagne | Classement de la montagne | Classement de la montagne |
| Coureuse                  | Coureuse                  | Pays                      | Équipe                    | Points                    |
| ------------------------- | ------------------------- | ------------------------- | ------------------------- | ------------------------- |
| 1re                       | Alice Palazzi             | Italie                    | Top Girls Fassa Bortolo   | 26 pts                    |
| 2e                        | Alena Ivanchenko          | Russie                    | UAE Team ADQ              | 13 pts                    |
| 3e                        | Mischa Bredewold          | Pays-Bas                  | SD Worx                   | 9 pts                     |
| 4e                        | Maaike Coljé              | Pays-Bas                  | Arkéa Pro Cycling Team    | 7 pts                     |
| 5e                        | Quinty Schoens            | Pays-Bas                  | Parkhotel Valkenburg      | 5 pts                     |
| 6e                        | Lotte Kopecky             | Belgique                  | SD Worx                   | 4 pts                     |
| 7e                        | Sandra Alonso             | Espagne                   | Ceratizit-WNT Pro Cycling | 3 pts                     |
| 8e                        | Lorena Wiebes             | Pays-Bas                  | SD Worx                   | 3 pts                     |
| 9e                        | Rosita Reijnhout          | Pays-Bas                  | Pays-Bas                  | 3 pts                     |
| 10e                       | Rachael Wales             | Australie                 | Ara-Skip Capital          | 3 pts                     |

| Classement du meilleur jeune | Classement du meilleur jeune | Classement du meilleur jeune | Classement du meilleur jeune   | Classement du meilleur jeune |
| Coureuse                     | Coureuse                     | Pays                         | Équipe                         | Temps                        |
| ---------------------------- | ---------------------------- | ---------------------------- | ------------------------------ | ---------------------------- |
| 1re                          | Neve Bradbury                | Australie                    | Canyon-SRAM Racing             | 17 h 03 min 03 s             |
| 2e                           | Julia Borgström              | Suède                        | AG Insurance-Soudal Quick-Step | + 8 s                        |
| 3e                           | Femke Gerritse               | Pays-Bas                     | Parkhotel Valkenburg           | + 21 s                       |
| 4e                           | Rosita Reijnhout             | Pays-Bas                     | Pays-Bas                       | + 41 s                       |
| 5e                           | Maud Oudeman                 | Pays-Bas                     | Pays-Bas                       | + 45 s                       |
| 6e                           | Alena Ivanchenko             | Russie                       | UAE Team ADQ                   | + 1 min 40 s                 |
| 7e                           | Linda Zanetti                | Suisse                       | UAE Team ADQ                   | + 5 min 10 s                 |
| 8e                           | Linda Riedmann               | Allemagne                    | Allemagne                      | + 7 min 34 s                 |
| 9e                           | Marthe Goossens              | Belgique                     | AG Insurance-Soudal Quick-Step | + 9 min 21 s                 |
| 10e                          | Ilse Pluimers                | Pays-Bas                     | AG Insurance-Soudal Quick-Step | + 9 min 32 s                 |

| Classement du meilleur jeune | Classement du meilleur jeune | Classement du meilleur jeune | Classement du meilleur jeune   | Classement du meilleur jeune |
| Coureuse                     | Coureuse                     | Pays                         | Équipe                         | Temps                        |
| ---------------------------- | ---------------------------- | ---------------------------- | ------------------------------ | ---------------------------- |
| 1re                          | Neve Bradbury                | Australie                    | Canyon-SRAM Racing             | 17 h 03 min 03 s             |
| 2e                           | Julia Borgström              | Suède                        | AG Insurance-Soudal Quick-Step | + 8 s                        |
| 3e                           | Femke Gerritse               | Pays-Bas                     | Parkhotel Valkenburg           | + 21 s                       |
| 4e                           | Rosita Reijnhout             | Pays-Bas                     | Pays-Bas                       | + 41 s                       |
| 5e                           | Maud Oudeman                 | Pays-Bas                     | Pays-Bas                       | + 45 s                       |
| 6e                           | Alena Ivanchenko             | Russie                       | UAE Team ADQ                   | + 1 min 40 s                 |
| 7e                           | Linda Zanetti                | Suisse                       | UAE Team ADQ                   | + 5 min 10 s                 |
| 8e                           | Linda Riedmann               | Allemagne                    | Allemagne                      | + 7 min 34 s                 |
| 9e                           | Marthe Goossens              | Belgique                     | AG Insurance-Soudal Quick-Step | + 9 min 21 s                 |
| 10e                          | Ilse Pluimers                | Pays-Bas                     | AG Insurance-Soudal Quick-Step | + 9 min 32 s                 |

| Classement par équipes | Classement par équipes    | Classement par équipes | Classement par équipes |
| Équipe                 | Équipe                    | Pays                   | Temps                  |
| ---------------------- | ------------------------- | ---------------------- | ---------------------- |
| 1re                    | SD Worx                   | Pays-Bas               | 50 h 40 min 34 s       |
| 2e                     | Fenix-Deceuninck          | Belgique               | + 1 min 26 s           |
| 3e                     | Ceratizit-WNT Pro Cycling | Allemagne              | + 2 min 05 s           |

| Classement par équipes | Classement par équipes    | Classement par équipes | Classement par équipes |
| Équipe                 | Équipe                    | Pays                   | Temps                  |
| ---------------------- | ------------------------- | ---------------------- | ---------------------- |
| 1re                    | SD Worx                   | Pays-Bas               | 50 h 40 min 34 s       |
| 2e                     | Fenix-Deceuninck          | Belgique               | + 1 min 26 s           |
| 3e                     | Ceratizit-WNT Pro Cycling | Allemagne              | + 2 min 05 s           |

## Évolution des classements
| Étape              |                              | Vainqueur _       | Classement général | Classement par points | Meilleure grimpeuse | Meilleure jeune     |
| ------------------ | ---------------------------- | ----------------- | ------------------ | --------------------- | ------------------- | ------------------- |
| 1re étape          | contre-la-montre par équipes | SD Worx           | Lotte Kopecky      | non attribué          | non attribué        | Antonia Niedermaier |
| 2e étape           | étape vallonnée              | Mischa Bredewold  | Mischa Bredewold   | Mischa Bredewold      | Alice Palazzi       | Neve Bradbury       |
| 3e étape           | étape de plaine              | Barbara Guarischi | Mischa Bredewold   | Mischa Bredewold      | Alice Palazzi       | Neve Bradbury       |
| 4e étape           | étape de plaine              | Lonneke Uneken    | Mischa Bredewold   | Lotte Kopecky         | Alice Palazzi       | Neve Bradbury       |
| 5e étape           | étape vallonnée              | Lorena Wiebes     | Lorena Wiebes      | Lotte Kopecky         | Alice Palazzi       | Neve Bradbury       |
| 6e étape           | étape vallonnée              | Lotte Kopecky     | Lotte Kopecky      | Lotte Kopecky         | Alice Palazzi       | Neve Bradbury       |
| Classements finals | Classements finals           |                   | Lotte Kopecky      | Lotte Kopecky         | Alice Palazzi       | Neve Bradbury       |

## Liste des participantes
| Team Jayco AlUla BEX | Team Jayco AlUla BEX      | Team Jayco AlUla BEX |
| -------------------- | ------------------------- | -------------------- |
| Num                  | Coureuse                  | Pos                  |
| 1                    | Amber Pate (AUS)          | 24e                  |
| 2                    | Georgie Howe (AUS)        | AB-2                 |
| 3                    | Georgia Baker (AUS)       | 56e                  |
| 4                    | Ruby Roseman-Gannon (AUS) | 4e                   |
| 5                    | Alyssa Polites (AUS)      | AB-5                 |
| 6                    | Teniel Campbell (TTO)     | 40e                  |

| SD Worx SDW | SD Worx SDW             | SD Worx SDW |
| ----------- | ----------------------- | ----------- |
| Num         | Coureuse                | Pos         |
| 11          | Barbara Guarischi (ITA) | 49e         |
| 12          | Lorena Wiebes (NED)     | 2e          |
| 13          | Lotte Kopecky (BEL)     | 1re         |
| 14          | Lonneke Uneken (NED)    | 52e         |
| 15          | Mischa Bredewold (NED)  | 3e          |

| Canyon-SRAM Racing CSR | Canyon-SRAM Racing CSR    | Canyon-SRAM Racing CSR |
| ---------------------- | ------------------------- | ---------------------- |
| Num                    | Coureuse                  | Pos                    |
| 21                     | Ricarda Bauernfeind (GER) | NP-3                   |
| 22                     | Neve Bradbury (AUS)       | 7e                     |
| 23                     | Antonia Niedermaier (GER) | AB-3                   |
| 24                     | Justyna Czapla (GER)      | 45e                    |
| 25                     | Diane Ingabire (RWA)      | 78e                    |

| UAE Team ADQ UAD | UAE Team ADQ UAD          | UAE Team ADQ UAD |
| ---------------- | ------------------------- | ---------------- |
| Num              | Coureuse                  | Pos              |
| 31               | Marta Bastianelli (ITA)   | 12e              |
| 32               | Eugenia Bujak (SLO)       | 16e              |
| 33               | Linda Zanetti (SUI)       | 28e              |
| 34               | Alena Ivanchenko (RUS)    | 23e              |
| 35               | Elizabeth Holden (GBR)    | 21e              |
| 36               | Anastasia Carbonari (LAT) | 44e              |

| Fenix-Deceuninck FED | Fenix-Deceuninck FED             | Fenix-Deceuninck FED |
| -------------------- | -------------------------------- | -------------------- |
| Num                  | Coureuse                         | Pos                  |
| 41                   | Julie De Wilde (BEL)             | 35e                  |
| 42                   | Christina Schweinberger (AUT)    | 5e                   |
| 43                   | Sanne Cant (BEL)                 | AB-5                 |
| 44                   | Ceylin del Carmen Alvarado (NED) | 8e                   |

| Fenix-Deceuninck Continental ___ | Fenix-Deceuninck Continental ___ | Fenix-Deceuninck Continental ___ |
| -------------------------------- | -------------------------------- | -------------------------------- |
| Num                              | Coureuse                         | Pos                              |
| 45                               | Aniek van Alphen (NED)           | 9e                               |
| 46                               | Laura Süßemilch (GER)            | 39e                              |

| Ceratizit-WNT Pro Cycling WNT | Ceratizit-WNT Pro Cycling WNT | Ceratizit-WNT Pro Cycling WNT |
| ----------------------------- | ----------------------------- | ----------------------------- |
| Num                           | Coureuse                      | Pos                           |
| 51                            | Sandra Alonso (ESP)           | 26e                           |
| 52                            | Alice Maria Arzuffi (ITA)     | 18e                           |
| 53                            | Franziska Brauße (GER)        | 48e                           |
| 54                            | Lana Eberle (GER)             | NP-2                          |
| 55                            | Marta Lach (POL)              | 6e                            |
| 56                            | Hanna Nilsson (SWE)           | 36e                           |

| Parkhotel Valkenburg PHV | Parkhotel Valkenburg PHV    | Parkhotel Valkenburg PHV |
| ------------------------ | --------------------------- | ------------------------ |
| Num                      | Coureuse                    | Pos                      |
| 61                       | Lieke Nooijen (NED)         | 46e                      |
| 62                       | Pien Limpens (NED)          | 64e                      |
| 63                       | Quinty Schoens (NED)        | 17e                      |
| 64                       | Femke Gerritse (NED)        | 14e                      |
| 65                       | Margot Vanpachtenbeke (BEL) | 34e                      |
| 66                       | Laura Molenaar (NED)        | 43e                      |

| AG Insurance-Soudal Quick-Step AGS | AG Insurance-Soudal Quick-Step AGS | AG Insurance-Soudal Quick-Step AGS |
| ---------------------------------- | ---------------------------------- | ---------------------------------- |
| Num                                | Coureuse                           | Pos                                |
| 71                                 | Romy Kasper (GER)                  | 10e                                |
| 72                                 | Julia Borgström (SWE)              | 11e                                |
| 73                                 | Maaike Boogaard (NED)              | NP-1                               |
| 74                                 | Ilse Pluimers (NED)                | 33e                                |
| 75                                 | Marthe Goossens (BEL)              | 31e                                |
| 76                                 | Ally Wollaston (NZL)               | NP-2                               |

| Arkéa Pro Cycling Team ARK | Arkéa Pro Cycling Team ARK | Arkéa Pro Cycling Team ARK |
| -------------------------- | -------------------------- | -------------------------- |
| Num                        | Coureuse                   | Pos                        |
| 81                         | Maaike Coljé (NED)         | 32e                        |
| 82                         | Megan Armitage (IRL)       | 13e                        |
| 83                         | Anaïs Morichon (FRA)       | AB-3                       |
| 84                         | Amandine Fouquenet (FRA)   | 51e                        |
| 85                         | Clara Emond (CAN)          | 15e                        |

| Top Girls Fassa Bortolo TOP | Top Girls Fassa Bortolo TOP | Top Girls Fassa Bortolo TOP |
| --------------------------- | --------------------------- | --------------------------- |
| Num                         | Coureuse                    | Pos                         |
| 101                         | Cristina Tonetti (ITA)      | 38e                         |
| 102                         | Virginia Bortoli (ITA)      | 62e                         |
| 103                         | Vanessa Michieletto (ITA)   | AB-5                        |
| 104                         | Alice Palazzi (ITA)         | 42e                         |
| 105                         | Iris Monticolo (ITA)        | 53e                         |
| 106                         | Alessia Missiaggia (ITA)    | 54e                         |

| Team BridgeLane TBL | Team BridgeLane TBL  | Team BridgeLane TBL |
| ------------------- | -------------------- | ------------------- |
| Num                 | Coureuse             | Pos                 |
| 111                 | Emily Watts (AUS)    | 29e                 |
| 112                 | Haylee Fuller (AUS)  | 65e                 |
| 113                 | Gina Ricardo (AUS)   | 50e                 |
| 114                 | Lillee Pollock (AUS) | 70e                 |
| 115                 | Keely Bennett (AUS)  | 77e                 |
| 116                 | Mia Hayden (AUS)     | 57e                 |

| Ara-Skip Capital ARA | Ara-Skip Capital ARA     | Ara-Skip Capital ARA |
| -------------------- | ------------------------ | -------------------- |
| Num                  | Coureuse                 | Pos                  |
| 121                  | Georgia Whitehouse (AUS) | AB-6                 |
| 122                  | Rachael Wales (AUS)      | 37e                  |
| 123                  | Isabelle Carnes (AUS)    | 41e                  |
| 124                  | Sophie Edwards (AUS)     | 22e                  |
| 125                  | Sophie Marr (AUS)        | 55e                  |
| 126                  | Chloe Moran (AUS)        | AB-3                 |

| Maxx-Solar Rose Women Racing ___ | Maxx-Solar Rose Women Racing ___ | Maxx-Solar Rose Women Racing ___ |
| -------------------------------- | -------------------------------- | -------------------------------- |
| Num                              | Coureuse                         | Pos                              |
| 131                              | Katharina Fox (GER)              | 25e                              |
| 132                              | Michelle Stark (SUI)             | 60e                              |
| 133                              | Amélie Hild (FRA)                | 76e                              |
| 134                              | Fabienne Jährig (GER)            | 69e                              |
| 135                              | Selma Lantzsch (GER)             | 59e                              |
| 136                              | Olivia Schoppe (GER)             | 47e                              |

| Allemagne GER | Allemagne GER  | Allemagne GER |
| ------------- | -------------- | ------------- |
| Num           | Coureuse       | Pos           |
| 141           | Mieke Kröger   | 75e           |
| 142           | Hannah Ludwig  | NP-4          |
| 143           | Linda Riedmann | 30e           |
| 144           | Marla Sigmund  | 66e           |
| 145           | Judith Krahl   | AB-5          |
| 146           | Hanna Dopjans  | 61e           |

| Pays-Bas NED | Pays-Bas NED        | Pays-Bas NED |
| ------------ | ------------------- | ------------ |
| Num          | Coureuse            | Pos          |
| 153          | Maud Oudeman        | 20e          |
| 154          | Rosita Reijnhout    | 19e          |
| 155          | Anna van der Meiden | AB-6         |
| 156          | Lisa van Belle      | 67e          |

| Team Stuttgart ___ | Team Stuttgart ___         | Team Stuttgart ___ |
| ------------------ | -------------------------- | ------------------ |
| Num                | Coureuse                   | Pos                |
| 161                | Karoline Goldschmidt (GER) | 27e                |
| 162                | Anja Bertleff (GER)        | 63e                |
| 164                | Katharina Julia Hinz (GER) | AB-3               |
| 165                | Victoria Stelling (GER)    | 72e                |
| 166                | Lucy Mayrhofer (GER)       | 58e                |

| One World ___ | One World ___                 | One World ___ |
| ------------- | ----------------------------- | ------------- |
| Num           | Coureuse                      | Pos           |
| 171           | Lena Charlotte Reißner (GER)  | 74e           |
| 172           | Dorothea Anna Heitzmann (GER) | AB-3          |
| 173           | Lara Röhrich (GER)            | 79e           |
| 174           | Anna Zöll (GER)               | 73e           |
| 175           | Clarissa Mai (GER)            | 71e           |
| 176           | Bianca Lust (NED)             | 68e           |

| Team Jayco AlUla BEX | Team Jayco AlUla BEX      | Team Jayco AlUla BEX |
| -------------------- | ------------------------- | -------------------- |
| Num                  | Coureuse                  | Pos                  |
| 1                    | Amber Pate (AUS)          | 24e                  |
| 2                    | Georgie Howe (AUS)        | AB-2                 |
| 3                    | Georgia Baker (AUS)       | 56e                  |
| 4                    | Ruby Roseman-Gannon (AUS) | 4e                   |
| 5                    | Alyssa Polites (AUS)      | AB-5                 |
| 6                    | Teniel Campbell (TTO)     | 40e                  |

| SD Worx SDW | SD Worx SDW             | SD Worx SDW |
| ----------- | ----------------------- | ----------- |
| Num         | Coureuse                | Pos         |
| 11          | Barbara Guarischi (ITA) | 49e         |
| 12          | Lorena Wiebes (NED)     | 2e          |
| 13          | Lotte Kopecky (BEL)     | 1re         |
| 14          | Lonneke Uneken (NED)    | 52e         |
| 15          | Mischa Bredewold (NED)  | 3e          |

| Canyon-SRAM Racing CSR | Canyon-SRAM Racing CSR    | Canyon-SRAM Racing CSR |
| ---------------------- | ------------------------- | ---------------------- |
| Num                    | Coureuse                  | Pos                    |
| 21                     | Ricarda Bauernfeind (GER) | NP-3                   |
| 22                     | Neve Bradbury (AUS)       | 7e                     |
| 23                     | Antonia Niedermaier (GER) | AB-3                   |
| 24                     | Justyna Czapla (GER)      | 45e                    |
| 25                     | Diane Ingabire (RWA)      | 78e                    |

| UAE Team ADQ UAD | UAE Team ADQ UAD          | UAE Team ADQ UAD |
| ---------------- | ------------------------- | ---------------- |
| Num              | Coureuse                  | Pos              |
| 31               | Marta Bastianelli (ITA)   | 12e              |
| 32               | Eugenia Bujak (SLO)       | 16e              |
| 33               | Linda Zanetti (SUI)       | 28e              |
| 34               | Alena Ivanchenko (RUS)    | 23e              |
| 35               | Elizabeth Holden (GBR)    | 21e              |
| 36               | Anastasia Carbonari (LAT) | 44e              |

| Fenix-Deceuninck FED | Fenix-Deceuninck FED             | Fenix-Deceuninck FED |
| -------------------- | -------------------------------- | -------------------- |
| Num                  | Coureuse                         | Pos                  |
| 41                   | Julie De Wilde (BEL)             | 35e                  |
| 42                   | Christina Schweinberger (AUT)    | 5e                   |
| 43                   | Sanne Cant (BEL)                 | AB-5                 |
| 44                   | Ceylin del Carmen Alvarado (NED) | 8e                   |

| Fenix-Deceuninck Continental ___ | Fenix-Deceuninck Continental ___ | Fenix-Deceuninck Continental ___ |
| -------------------------------- | -------------------------------- | -------------------------------- |
| Num                              | Coureuse                         | Pos                              |
| 45                               | Aniek van Alphen (NED)           | 9e                               |
| 46                               | Laura Süßemilch (GER)            | 39e                              |

| Ceratizit-WNT Pro Cycling WNT | Ceratizit-WNT Pro Cycling WNT | Ceratizit-WNT Pro Cycling WNT |
| ----------------------------- | ----------------------------- | ----------------------------- |
| Num                           | Coureuse                      | Pos                           |
| 51                            | Sandra Alonso (ESP)           | 26e                           |
| 52                            | Alice Maria Arzuffi (ITA)     | 18e                           |
| 53                            | Franziska Brauße (GER)        | 48e                           |
| 54                            | Lana Eberle (GER)             | NP-2                          |
| 55                            | Marta Lach (POL)              | 6e                            |
| 56                            | Hanna Nilsson (SWE)           | 36e                           |

| Parkhotel Valkenburg PHV | Parkhotel Valkenburg PHV    | Parkhotel Valkenburg PHV |
| ------------------------ | --------------------------- | ------------------------ |
| Num                      | Coureuse                    | Pos                      |
| 61                       | Lieke Nooijen (NED)         | 46e                      |
| 62                       | Pien Limpens (NED)          | 64e                      |
| 63                       | Quinty Schoens (NED)        | 17e                      |
| 64                       | Femke Gerritse (NED)        | 14e                      |
| 65                       | Margot Vanpachtenbeke (BEL) | 34e                      |
| 66                       | Laura Molenaar (NED)        | 43e                      |

| AG Insurance-Soudal Quick-Step AGS | AG Insurance-Soudal Quick-Step AGS | AG Insurance-Soudal Quick-Step AGS |
| ---------------------------------- | ---------------------------------- | ---------------------------------- |
| Num                                | Coureuse                           | Pos                                |
| 71                                 | Romy Kasper (GER)                  | 10e                                |
| 72                                 | Julia Borgström (SWE)              | 11e                                |
| 73                                 | Maaike Boogaard (NED)              | NP-1                               |
| 74                                 | Ilse Pluimers (NED)                | 33e                                |
| 75                                 | Marthe Goossens (BEL)              | 31e                                |
| 76                                 | Ally Wollaston (NZL)               | NP-2                               |

| Arkéa Pro Cycling Team ARK | Arkéa Pro Cycling Team ARK | Arkéa Pro Cycling Team ARK |
| -------------------------- | -------------------------- | -------------------------- |
| Num                        | Coureuse                   | Pos                        |
| 81                         | Maaike Coljé (NED)         | 32e                        |
| 82                         | Megan Armitage (IRL)       | 13e                        |
| 83                         | Anaïs Morichon (FRA)       | AB-3                       |
| 84                         | Amandine Fouquenet (FRA)   | 51e                        |
| 85                         | Clara Emond (CAN)          | 15e                        |

| Top Girls Fassa Bortolo TOP | Top Girls Fassa Bortolo TOP | Top Girls Fassa Bortolo TOP |
| --------------------------- | --------------------------- | --------------------------- |
| Num                         | Coureuse                    | Pos                         |
| 101                         | Cristina Tonetti (ITA)      | 38e                         |
| 102                         | Virginia Bortoli (ITA)      | 62e                         |
| 103                         | Vanessa Michieletto (ITA)   | AB-5                        |
| 104                         | Alice Palazzi (ITA)         | 42e                         |
| 105                         | Iris Monticolo (ITA)        | 53e                         |
| 106                         | Alessia Missiaggia (ITA)    | 54e                         |

| Team BridgeLane TBL | Team BridgeLane TBL  | Team BridgeLane TBL |
| ------------------- | -------------------- | ------------------- |
| Num                 | Coureuse             | Pos                 |
| 111                 | Emily Watts (AUS)    | 29e                 |
| 112                 | Haylee Fuller (AUS)  | 65e                 |
| 113                 | Gina Ricardo (AUS)   | 50e                 |
| 114                 | Lillee Pollock (AUS) | 70e                 |
| 115                 | Keely Bennett (AUS)  | 77e                 |
| 116                 | Mia Hayden (AUS)     | 57e                 |

| Ara-Skip Capital ARA | Ara-Skip Capital ARA     | Ara-Skip Capital ARA |
| -------------------- | ------------------------ | -------------------- |
| Num                  | Coureuse                 | Pos                  |
| 121                  | Georgia Whitehouse (AUS) | AB-6                 |
| 122                  | Rachael Wales (AUS)      | 37e                  |
| 123                  | Isabelle Carnes (AUS)    | 41e                  |
| 124                  | Sophie Edwards (AUS)     | 22e                  |
| 125                  | Sophie Marr (AUS)        | 55e                  |
| 126                  | Chloe Moran (AUS)        | AB-3                 |

| Maxx-Solar Rose Women Racing ___ | Maxx-Solar Rose Women Racing ___ | Maxx-Solar Rose Women Racing ___ |
| -------------------------------- | -------------------------------- | -------------------------------- |
| Num                              | Coureuse                         | Pos                              |
| 131                              | Katharina Fox (GER)              | 25e                              |
| 132                              | Michelle Stark (SUI)             | 60e                              |
| 133                              | Amélie Hild (FRA)                | 76e                              |
| 134                              | Fabienne Jährig (GER)            | 69e                              |
| 135                              | Selma Lantzsch (GER)             | 59e                              |
| 136                              | Olivia Schoppe (GER)             | 47e                              |

| Allemagne GER | Allemagne GER  | Allemagne GER |
| ------------- | -------------- | ------------- |
| Num           | Coureuse       | Pos           |
| 141           | Mieke Kröger   | 75e           |
| 142           | Hannah Ludwig  | NP-4          |
| 143           | Linda Riedmann | 30e           |
| 144           | Marla Sigmund  | 66e           |
| 145           | Judith Krahl   | AB-5          |
| 146           | Hanna Dopjans  | 61e           |

| Pays-Bas NED | Pays-Bas NED        | Pays-Bas NED |
| ------------ | ------------------- | ------------ |
| Num          | Coureuse            | Pos          |
| 153          | Maud Oudeman        | 20e          |
| 154          | Rosita Reijnhout    | 19e          |
| 155          | Anna van der Meiden | AB-6         |
| 156          | Lisa van Belle      | 67e          |

| Team Stuttgart ___ | Team Stuttgart ___         | Team Stuttgart ___ |
| ------------------ | -------------------------- | ------------------ |
| Num                | Coureuse                   | Pos                |
| 161                | Karoline Goldschmidt (GER) | 27e                |
| 162                | Anja Bertleff (GER)        | 63e                |
| 164                | Katharina Julia Hinz (GER) | AB-3               |
| 165                | Victoria Stelling (GER)    | 72e                |
| 166                | Lucy Mayrhofer (GER)       | 58e                |

| One World ___ | One World ___                 | One World ___ |
| ------------- | ----------------------------- | ------------- |
| Num           | Coureuse                      | Pos           |
| 171           | Lena Charlotte Reißner (GER)  | 74e           |
| 172           | Dorothea Anna Heitzmann (GER) | AB-3          |
| 173           | Lara Röhrich (GER)            | 79e           |
| 174           | Anna Zöll (GER)               | 73e           |
| 175           | Clarissa Mai (GER)            | 71e           |
| 176           | Bianca Lust (NED)             | 68e           |